# Flughafen Harstad/Narvik

i7
i11
i13
Der Flughafen Harstad/Narvik (norw. Harstad/Narvik lufthavn, Evenes, IATA-Code: EVE, ICAO-Code: ENEV) ist ein Verkehrsflughafen in der Gemeinde Evenes, Provinz Nordland, in Nord-Norwegen. Ein geringer Teil des Flughafengeländes befindet sich in der benachbarten Gemeinde Tjeldsund, Provinz Troms.
Die namensgebenden Städte sind 35 Kilometer (Harstad) bzw. 31 Kilometer (Narvik) vom Flughafen entfernt. Für regionale Flüge wurde bis April 2017 der stadtnahe Regionalflughafen Narvik-Framnes benutzt.
Die Norwegischen Luftstreitkräfte nutzen den Flughafen als Militärflugplatz unter der Bezeichnung Evenes flystasjon als Stützpunkt von Kampfflugzeugen und Seefernaufklärern.

## Verkehrsanbindung
Der Flughafen liegt unmittelbar an der Europastraße 10 und verfügt über regelmäßige Busverbindungen nach Harstad und Narvik sowie zu anderen Gemeinden auf den Vesterålen, den Lofoten und dem Festland.

## Flughafenanlagen
Das zivile Terminalgebäude verfügt über fünf Flugsteige und zwei Gepäckbänder. Ferner findet man dort ein Café, Autovermietungen, Geldautomaten und weitere Serviceangebote. Für den Individualverkehr stehen insgesamt 1000 Parkplätze zur Verfügung.
Als Verkehrsflughafen ist Harstad/Narvik mit mehreren Instrumentenanflugverfahren ausgestattet, um auch bei schlechtem Wetter Anflüge zu ermöglichen.

## Namensdiskussion
Seit der Eröffnung des zivilen Flughafens im Jahr 1973 als Evenes flyplass gibt es intensive Diskussionen über den offiziellen Namen. Dies führte in der Folgezeit zu insgesamt sechs Namensänderungen:
- Evenes lufthavn
- Evenes stamflyplass
- Harstad-Narvik lufthavn, Evenes
- Harstad Lufthavn, Evenes
- Harstad/Narvik lufthavn
- Harstad/Narvik lufthavn, Evenes

Einer der Gründe hierfür war die Namensähnlichkeit zum 2017 geschlossenen (Regional-)Flughafen Narvik (norw. Narvik lufthavn, Framnes), die in der Vergangenheit bereits zu Missverständnissen geführt hat. Eine aktuelle Überlegung sieht vor, den Flughafen in «Lofoten International Airport» umzubenennen.

## Geschichte
Die Luftforsvaret begann Mitte der 2010er Jahre mit der Modernisierung des Flugplatzes im Hinblick auf eine erweiterte Nutzung. Das Militär kalkuliert 1600 Flugbewegungen jährlich.
Evenes dient seit 2016 als vorgeschobene Basis u. a. für Quick-Reaction-Alert-Einsätze von zunächst F-16. Bis zu fünfzehn Kampfflugzeuge kann die Basis seither aufnehmen. Die ersten Flüge mit F-35A fanden im September 2021 statt. Die F-35A übernahmen offiziell am 6. Januar 2022 die QRA-Rolle.
Am 1. Januar 2020 wurde das Hauptquartier des 133. Luftgeschwaders (Luftving) vom im zirka 94 Kilometer weiter nördlich gelegenen  Andøya nach Evenes verlegt, da die Nachfolger der in Andøya stationierten Seefernaufklärer Lockheed P-3, die Boeing P-8 ebenfalls in Evenes stationiert werden sollten. Die erste P-8A namens Viking landete hier am 24. Februar 2022.

## Militärische Nutzung
Die Basis wird zurzeit (2022) wie folgt genutzt:
- 333. Skvadron, ausgerüstet mit P-8A-Patrouillenflugzeugen, seit 2022. Deren Einsätze dienen sowohl militärischen als auch zivilen Zwecken.
- 331. Skvadron Detasjement, F-35A-Detachement für die NATO-Luftraumüberwachung, seit 2022

Daneben gibt es weitere nichtfliegende Einheiten.

## Zivile Nutzung
| Jahr | Fluggastaufkommen | Luftfracht (Tonnen) (mit Luftpost) | Flugbewegungen (mit Militär) |
| ---- | ----------------- | ---------------------------------- | ---------------------------- |
| 2018 | 762.747           | -                                  | 11.942                       |
| 2017 | 755.442           | -                                  | 13.029                       |
| 2016 | 715.272           | -                                  | 11.263                       |
| 2015 | 709.239           | -                                  | 11.022                       |
| 2014 | 705.874           | 1.009                              | 10.735                       |
| 2013 | 655.178           | 619                                | 9.878                        |
| 2012 | 616.453           | 550                                | 9.587                        |
| 2011 | 598.017           | 527                                | 8.897                        |
| 2010 | 551.573           | 431                                | 8.894                        |
| 2009 | 506.449           | 1.017                              | 8.748                        |
| 2008 | 513.961           | 1.406                              | 9.635                        |
| 2007 | 486.856           | 1.262                              | 9.567                        |
| 2006 | 486.425           | 1.553                              | 10.113                       |
| 2005 | 455.758           | 1.556                              | 11.017                       |
| 2004 | 436.744           | 1.626                              | 11.066                       |
| 2003 | 393.157           | -                                  | 10.334                       |
| 2002 | 397.435           | 1.962                              | 10.328                       |
| 2001 | 473.552           | 3.819                              | 11.425                       |
| 2000 | 490.772           | 3.623                              | 11.902                       |
| 1999 | 503.701           | 5.147                              | 14.433                       |